# Covid-19-pandemin i Norge

Antal bekräftade smittfall (blått) och avlidna (rött) i Norge över tid, per dag (prickat) och sedan start (heldraget).

Covid-19-pandemin i Norge är del av den globala pandemin av sjukdomen covid-19, som orsakas av viruset sars-cov-2. Artikeln behandlar också åtgärder mot smitta som införts i landet. Symptombilden vid covid-19 kan variera från person till person. Symptomen kan ofta vara svåra att skilja från vanlig förkylning, influensa eller allergi. Vissa drabbas emellertid endast av lätta förkylningssymptom med snuva, medan andra får en influensaliknande symptombild med huvudvärk, trötthet, feber, halsont och myalgi, i allvarligare fall med lunginflammation.
Det första bekräftade fallet kom i Tromsø 26 februari 2020. Dagarna därpå registrerades nya fall över hela landet; många av dem kunde knytas till norrmän som hade varit på semester i smittade områden i norra Italien och Österrike. 26 mars 2020 passerade antalet bekräftade fall i Norge 3 000.
Den 12 mars 2020, dagen efter att WHO förklarade att Covid-19 hade orsakat en pandemi, tillkännagav Norge de första nationella åtgärderna mot pandemin. Regeringen Solberg införde då de starkaste och mest invasiva åtgärder vi haft i Norge i fredstid. Bland annat stängde landets skolor och förskolor, liksom ett antal företag och servicebranscher. Stängningen ledde till en omedelbar ökning av arbetslösheten i landet och uppsägningar, och hundratusentals arbetade hemifrån eller praktiserade hemundervisning. Användningen av kollektivtrafik och bilkörning minskade kraftigt.
6 april förklarade hälso - och sjukvårdsminister Bent Høie att epidemin var under kontroll, i och med att siffror från Folkehelseinstituttet indikerade att varje smittad person i Norge i genomsnitt smittade 0,7 andra personer. I november 2021 annonserades att "Alla som reser till Norge måste även vara beredda på att uppvisa covidpass på uppmaning från polis".
Under våren och sommaren togs flera av de ingripande åtgärderna bort, och vardagen återgick delvis till det normala på försommaren 2020. Flera stora och omfattande restriktioner, bland annat inom kultur och idrott låg dock kvar.
Från och med den 15 juli 2020 öppnade regeringen gränserna igen, så att turister och andra utlänningar kunde resa in i landet. Samtidigt kunde norrmän åka utomlands till flera länder med låg smittspridning men i Sverige var bara resor till  Gotland tillåtna. Under hela pandemin hade norrmän också tidigare kunnat åka utomlands, men detta hade starkt avråtts från av regeringen och hälsomyndigheterna. Få flygförbindelser och brist på reseförsäkringsskydd gjorde också att väldigt få lämnade landet under denna period.
Ökningen av resandet i juli 2020 ledde till en ökning av antalet registrerade  fall i slutet av juli–augusti. Flera omfattande lokala smittutbrott i bland annat i Moss, Indre Østfold och i Osloregionen. Smittspridningen fick regeringen att minska återöppningen av samhället och regeringen återinförde vissa åtgärder.
Under hösten 2020 och vintern/våren 2021 var delar av Norge åter i en stor social nedstängning. Denna drabbade storstäderna särskilt hårt, då smittspridningen ökade igen. Ett antal företag och flera servicebranscher var återigen tvungna att stänga, och omfattande användning av distansarbete återinfördes. Försommar- och sommarmånaderna 2021 sjönk smittspridningen och vaccinationen mot Covid-19  ökade snabbt. Lördagen den 25 september 2021 kl. 16:00 återvände Norge till en normal vardag dock med fortsatt ökad beredskap. Medellivslängden minskade i de flesta rika länder under pandemin, förutom i Norge och Danmark där den ökade något.Det visar att dessa två länder under åren 2020 och 2021 fick liten påverkan av pandemin. Den 1 december 2021 upptäcktes för första gången en muterad variant av viruset, känd som Omicron-varianten, i Norge, vilket ledde till att ytterligare åtgärder infördes av regeringen för att begränsa smittspridningen.

## Smittspridningen

### Den första vågen
Norges första fall av infektion rapporterades den 26 februari 2020 i Tromsø.  Det uppgavs att den smittade kvinnan just hade återvänt från en resa till Kina. Det första dödsfallet i Norge på grund av COVID-19 inträffade den 12 mars 2020. Den avlidne var en äldre patient vårdades på Oslo universitetssjukhus. Hälsomyndigheterna kartlade att 695 av de första norska Covid-19 fallen smittats i Österrike, där de hade varit på skidsemester. Oslo var den stad som drabbades hårdast av infektionen. Oslo hade mer än dubbelt så många infektioner per capita som resten av landet, 270 fall av 100 000 invånare den 13 april 2020. Den 22 juli 2020 var antalet patienter inlagda på norska sjukhus nere på bara tre patienter. 
Antal sjukhusinläggningar på grund av Covid-19 ökade i Norge till 288 i vecka 13 och 77 av dessa var intensivvårdsfall. Dödligheten under första vågen nådde sitt max med 60 döda två veckor senare i vecka 15 2020.

### Smittspridningen ökar igen sensommaren 2020 - andra vågen
Smittspridningen steg igen i slutet av juli. Bland annat smittades 42 av besättningen och 29 passagerare på Hurtigruten-fartyget MS Roald Amundsen, som varit på kryssning till Svalbard, och flera av dem fördes till sjukhus i Tromsø. Fredagen den 7 augusti 2020 höll regeringen en presskonferens där de meddelade att de bromsar återöppnandet av samhället och skärper restriktionerna för att hålla kontroll över smittspridningen. På två månader, från den 8 juni 2020, hade smittspridningen i norska kommuner ökat med cirka 900 fall. Regeringen tillåter därför inte mer än 200 personer vid evenemang, och motionsidrott kommer inte att öppnas från och med den 1 september som planerat. I biografer och konferenssalar måste det fortfarande vara en meters avstånd mellan de sittande. Det blir också ett nationellt förbud mot att servera alkohol på öppna restauranger efter midnatt den 7 augusti 2020.
Andra vågen av smitta i Norge når en topp vecka 45 2020 med 99 inlagda på sjukhus varav 17 på intensivvården och med 37 döda vecka 01 2021 som max. Smittspridningen minskar sedan till vecka 5 2021 då den når ett minimum men ganska snart följer tredje vågen. Denna leder till 229 inlagda i vecka 11 med 55 inlagda på intensivvården men dödligheten ökar inte i motsvarande mängd utan förblir låg troligen som ett resultat av att vaccinationerna har nått de äldsta åldersgrupperna.

## Omikron orsakar hög smittspridning och den högsta dödligheten under pandemin
Pandemins största smittspridning orsakas av omikron och den når sin första höga topp vecka 9 2022 med 557 inlagda patienter och därav 64 inlagda på intensivvården. Två veckor senare når antalet döda per vecka en topp på 202 döda registrerade med Covid-19. Denna fjärde våg av smittspridning orsakar den största sjukligheten och de högsta dödstalen i Norge under pandemin. 2022 fortsätter med en femte smittvåg med topp vecka 26 med 378 inlagda och en ny dödlighetstopp med 100 döda i vecka 28 2022. Vid årsskiftet 2022/2023 i vecka 51 har man 409 inlagda på sjukhus och når ett dödstal på 108 under vecka 1 2023.
Biträdande generaldirektör för hälsodirektoratet Espen Rostrup Nakstad uppgav i mitten av november 2022 att 3 000 personer hade dött till följd av corona bara under 2022. Dessa över 3000 döda kommer att ge en överdödlighet i Norge för 2022. Många som redan har varit sjuka under pandemin, har återinsjuknat under 2022. Det var alltså före den sjätte vågen så efter den nådde man cirka 3500 döda under 2022.
I Norge var det underdödlighet under 2020 och tidigt  2021. I slutet av 2021 vändes denna trend till överdödlighet. Från slutet av 2021 har det dött 10 000 fler än normalt i Norge. Att detta har samband med Covid-19 är helt klart, men Covid-19 är kanske inte den direkta orsaken till överdödligheten.
I Norge har den 18 februari 2023 bekräftats 1 478 609 fall av Covid-19 och med 5 175 registrerade dödsfall av viruset fram till samma dag. Enligt det norska folkhälsoinstitutets dagliga rapport är dessa COVID-19-associerade dödsfall associerade med sjukdomen och inkluderar både dödsfall där COVID-19 anges som den underliggande eller bidragande orsaken, samt postcovid fall, och multiorganinflammatoriskt syndrom associerat med COVID-19 och dödsfall där COVID-19-vaccinet är den direkta dödsorsaken. 
Statistiken över smittspridningen under pandemin som redovisas ovan har hämtats från Norska Folkehelsoinstitutet diagram Status för pandemien nasjonalt

## Sjukvårdens beredskap i Norge
Den 25 februari 2020 sattes sjukvården i beredskap med ett scenario där upp till 25 procent av befolkningen i Norge skulle bli smittade. Den 28 februari antog regeringen förordningar för att förhindra brist på läkemedel och utrustning, den 6 mars utfärdades nya regler som satte begränsningar för försäljning och export av utrustning och läkemedel. Den 1 mars fick vårdpersonalen 14 dagars karantän efter att ha rest utomlands i länder med utbredd smitta. Den 6 mars godkände regeringen hotell och andra byggnader för att isolera smittade personer.
Under mars meddelade flera vårdstiftelser och kommuner i traditionella och sociala medier att de  sökte vårdpersonal för att kunna hantera en utdragen kris. Hälsomyndigheterna utsåg beredskapspersonal för att samordna hanteringen av utbrottet; Kristeamet bestod av representanter för bland annat norska folkhälsoinstitutet, hälsostiftelserna och det norska centret för studiet av våld och traumatisk stress, förutom ministeriet för hälso- och sjukvårdstjänster.
Det stod tidigt klart att pandemin lett till en global brist på adekvat personlig skyddsutrustning (PPE).  Hälsostiftelser tog därför det okonventionella steget att bjuda in volontärer att skaffa mer utrustning.  Sjukhuspersonalen meddelade tidigt att bristen på adekvat utrustning gjorde dem rädda för att smittas. Bristen på adekvat personlig skyddsutrustning (PPE) har varit en ständig utmaning under hela pandemin.
Scenariot med ett mycket stort antal smittade som skulle försätta sjukvården i ett läge där den inte hade tillräckliga resurser var en viktig bakgrund till att drastiska smittskyddsåtgärder snabbt vidtogs i Norge.

## Smittskyddsåtgärder

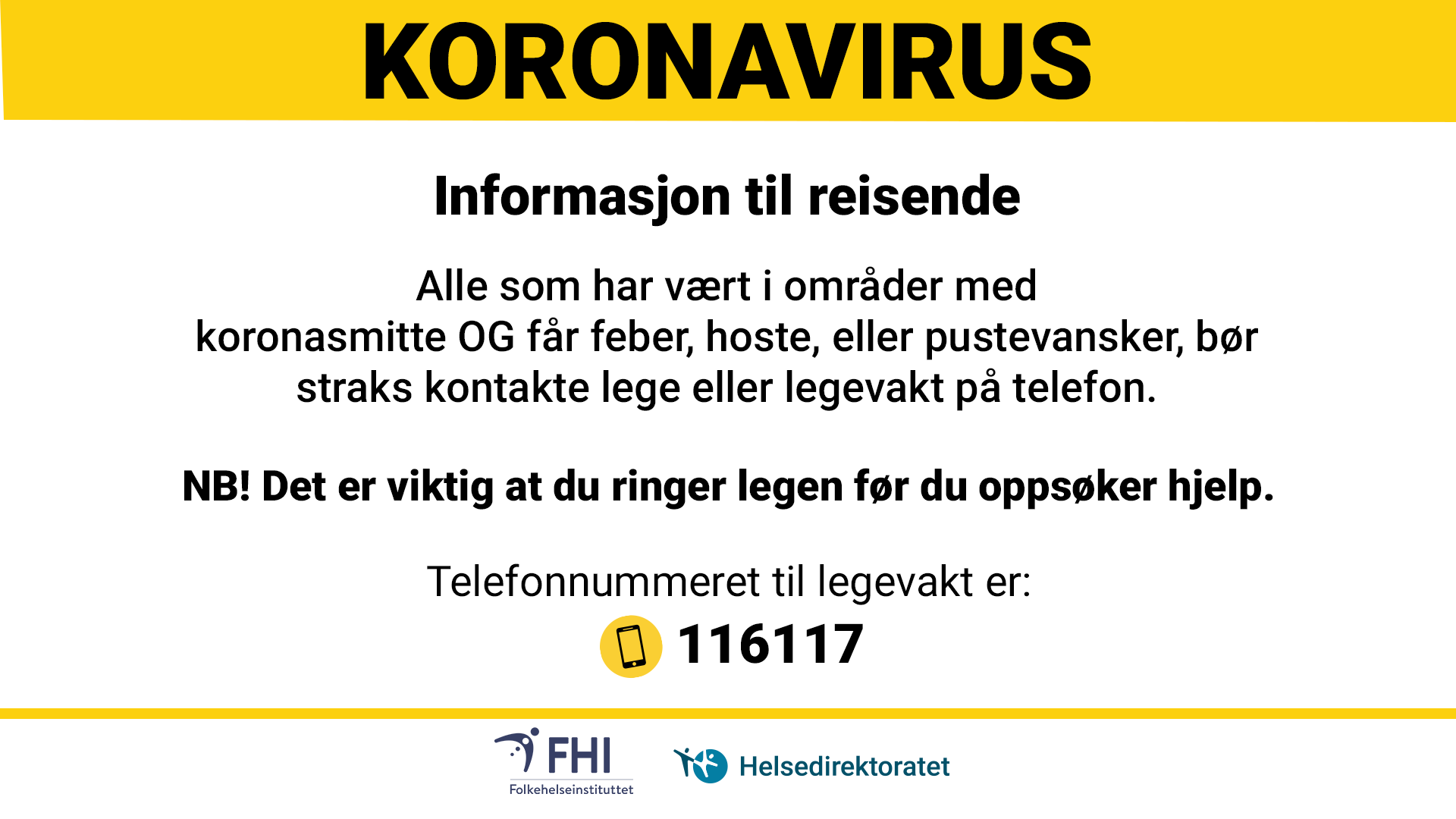
Informationsskylt från norska Helsedirektoratet om coronaviruset sars-CoV-2 som förorsakar den farlig och smittosamma luftvägsinfektionen covid-19.

För att begränsa smittan genomförde regeringen och andra offentliga myndigheter den 12 mars 2020 de starkaste och mest invasiva åtgärder som någonsin införts i fredstid. Alla kulturevenemang, idrottsevenemang och all organiserad idrottsverksamhet förbjöds. Företag och organisationer ställde in ett antal evenemang, inklusive alla gudstjänster och andra religiösa samfunds möten. Parterna i löneförhandlingarnas kom också överens om att skjuta upp förhandlingarna i sex månader.. Dessa åtgärder genomfördes med stöd i smittskyddslagen.
Av smittoskäl beslutade stortinget att begränsa antalet närvarande ombud i stortingshallen till 87, vilket enligt artikel 73 i grundlagen är det lägsta antalet för att hålla sammanträden i stortinget. Stortinget tillsatte en särskild kommitté för att behandla särskilda ärenden som rör pandemins konsekvenser. The Daily Telegraph beskrev de norska åtgärderna som framgångsrika för att minska smittspridningen, men att detta uppnåddes med betydande sociala och ekonomiska kostnader. I januari 2021 presenterade regeringen ett lagförslag om utegångsförbud.
8 385 674 personer hade den 17 november 2021 testats för Sars-CoV-2. Alla med symtom på Covid-19 testas inte, men personer med akut luftvägsinfektion med feber, hosta eller väsande andning prioriteras. Testningen har inte varit av samma omfattning som i Danmark utan på ungefär samma nivå som Sverige. Men antalet bekräftat smittade har varit mycket högre i Sverige.
En av Erna Solbergs sista åtgärder som statsminister efter riksdagsvalet var öppnandet av Norge den 25 september 2021. De flesta restriktionerna upphävdes då.

## Fullmaktslag
Den 18 mars 2020 presenterade regeringen Solberg ett lagförslag som skulle göra det möjligt för den att fatta beslut under de kommande sex månaderna utan godkännande av stortinget, det norska nationella parlamentet. Alla förordningar som regeringen antar måste sedan presenteras för parlamentet, som kan upphäva dem med bara en tredjedel av rösterna. Detta skulle möjliggöra snabbare åtgärder från norska statens sida. Vissa jurister beskrev lagen som problematisk eftersom den ger regeringen för mycket makt. Regeringen planerade att få lagen antagen i stortinget den 19 mars 2020. Där beslutades dock att lyssna på juridiska experter först. Oppositionsledaren Jonas Gahr Støre från Arbeiderpartiet kritiserade bland annat lagens långa giltighet, men medgav också att en nödsituation rådde. I princip är en sådan lag otänkbar i norsk demokrati, men eftersom liv står på spel är det enligt Støre nödvändigt att vidta ovanliga åtgärder. Den 21 mars antog stortinget slutligen en ändrad version där lagen till en början bara gällde i en månad och regeringens beslutsfattande begränsades. Den 21 april 2020 förlängdes lagens giltighet till och med den 27 maj 2020. Sosialistisk Venstreparti (SV), Senterpartiet (Sp) och det marxistiska partiet Rødt röstade emot förlängningen. I slutändan blev det ingen ytterligare förlängning i maj 2020 och de befogenheter som hade överförts till regeringen löpte ut den 27 maj 2020. Fram till dess hade 32 lagar antagits med hjälp av fullmaktslagen.

## Reseråd
- Den 25 januari 2020 avrådde utrikesdepartementet från resor till Hubeiprovinsen i Kina, där staden Wuhan ligger.[39]
- Den 13 februari 2020 avrådde utrikesministeriet också från resor som inte var absolut nödvändiga till den kinesiska provinsen Zhejiang.[40]
- Från och med den 2 mars 2020 rekommenderade norska folkhälsoinstitutet en 14-dagars karantän för personer i kritiska samhällsfunktioner.
- Från och med den 3 mars 2020 avrådde Norska folkhälsoinstitutet från resor till Iran, Sydkorea och regionerna Lombardiet, Veneto, Emilia-Romagna och Piemonte i Italien.
- Den 11 mars 2020 avrådde norska folkhälsoinstitutet från resor till hela Italien och till Tyrolen i Österrike.
- Den 13 mars 2020 avrådde utrikesministeriet också från resor till Alsace och Korsika samt departementen Oise och Val-d'Oise i Frankrike, till regionerna Madrid, Baskien och La Rioja i Spanien, till städerna Samnaun och Zermatt i Schweiz samt till delstaterna Nordrhein-Westfalen och Bayern i Tyskland.[41]
- Från och med den 14 mars 2020 avrådde UD från resor som inte var absolut nödvändiga för alla länder.[42]
- De globala reseråden på grund av koronaviruspandemin hävdes den 1 oktober 2021.[43]
- Mellan 25 november och 22 december 2021 avrådde  UD, på grund av den nyupptäckta omikronvarianten, från resor till Botswana, Lesotho, Malawi, Moçambique, Namibia, Swaziland, Sydafrika och Zimbabwe.

## Gränskontroller och reserestriktioner
I Norge förbjöds vårdpersonal som arbetar med patientvård från och med den 12 mars 2020 att lämna Norge, både på affärs- och privatresor. Samma dag beslutades att alla som kom från resor utanför Sverige och Finland skulle sättas i karantän 14 dagar, oavsett om de hade symtom eller inte, retroaktivt beräknat från den 27 februari 2020. I mars 2020 meddelades att flygplatser och hamnar skulle stängas och att omfattande gränskontroller skulle införas. Från och med den 17 mars 2020 gällde karantänskravet även resenärer från Sverige och Finland, men detta krav gällde inte retroaktivt.
Vid ett extra regeringssammanträde beslutade regeringen den 15 mars 2020 av folkhälsoskäl att utvisa utlänningar utan uppehållstillstånd i Norge. Reglerna påverkade främst turister i Norge. EES-medborgare, som rumänska tiggare och utlänningar med uppehållstillstånd i Norge, skulle inte omfattas av den nya regeln. Inte heller skulle utlänningar som sökt asyl i Norge. Undantag fanns i särskilda fall.
Avinor stängde de nio flygplatserna Vardø, Berlevåg, Sørkjosen Stokmarknes, Svolvær, Mo i Rana, Mosjøen, Førde och Sandane.
Färjerederierna som hade avgångar mellan Norge och Danmark stängde de flesta av sina rutter.  Färjorna Oslo–Kiel ställdes också in från och med den 14 mars 2020.
Regeringen beslutade den 18 januari 2021 att införa obligatorisk testning vid gränsen för personer som vistats i ett område med karantänsplikt.
Den 6 oktober 2021 öppnades alla gränsövergångar.

## Inrikestrafik
Den 12 mars 2020 uppmanade hälsodirektoratet att allmänheten skulle undvika resor med kollektivtrafik så långt det är möjligt. Kollektivtrafikens turtäthet bibehölls för att säkerställa färre passagerare per avgång. Som ett resultat minskade antalet resor i Oslo med cirka 60–65% från tillkännagivandet den 12 mars 2020, och antalet avgångar minskade med cirka 15% från och med den 23 mars 2020.
Vissa län och kommuner införde karantän för resenärer till dessa län och kommuner. Det var till exempel karantän för alla som reste från Sydnorge till de flesta kommuner i Nordnorge.
Data från Google, Apple och TomTom visar att biltrafiken i Norge som helhet minskade med minst 50% från 1 oktober till 23 november 2020. I länen Inland och Vestland var minskningen nästan 70 %. Antalet resenärer i kollektivtrafiken minskade med 30 till 40 procent under samma period och antalet kollektivtrafikresor var minst 30 procent lägre än november 2019. Internettrafiken från företag minskade med cirka 50% under 2020. Enligt Apples siffror ökade biltrafiken med över 700% i Nordland och Møre og Romsdal under sommarsemestern 2020 jämfört med 2019. Sommaren 2020 var det mindre trafik än 2019 på några av de nationella turiststråken, särskilt Gaularfjellet (40% nedgång) och Aurlandsfjellet (25%) samt Lofoten och Geiranger-Trollstigen (15% nedgång). Rondaneveien, Valdresflya och Ryfylke hade en ökning på 10%. Förändringen beror främst på att det 2020 inte fanns några utländska turister medan många norrmän semestrade i Norge.

### Hytte-förbud
Vid ett extra regeringssammanträde den 15 mars 2020 fastställdes en förordning om karantän, isolering och förbud mot vistelse på semesterboenden som inte ligger i hemkommunen. Många kommuner med många stugor uppmanade folk att inte bo eller resa till sina stugor. Förbudet mot vistelser på fritidsfastigheter trädde inte i kraft omedelbart, utan åtgärdades om människor inte lämnade sina stugor frivilligt. Efter att regeringen hade inhämtat råd från länsmyndigheterna trädde förbudet i kraft den 19 mars 2020. Undantag gjordes för personer som redan var i karantän eftersom de delade ett hushåll med en person som hade bekräftats smittad med Covid-19. Förbudet var ursprungligen i kraft till den 3 april 2020, men förlängdes sedan till den 13 april 2020 och den 13 april förlängdes förbudet till och med den 20 april 2020.

### Registrering och testning av resenärer

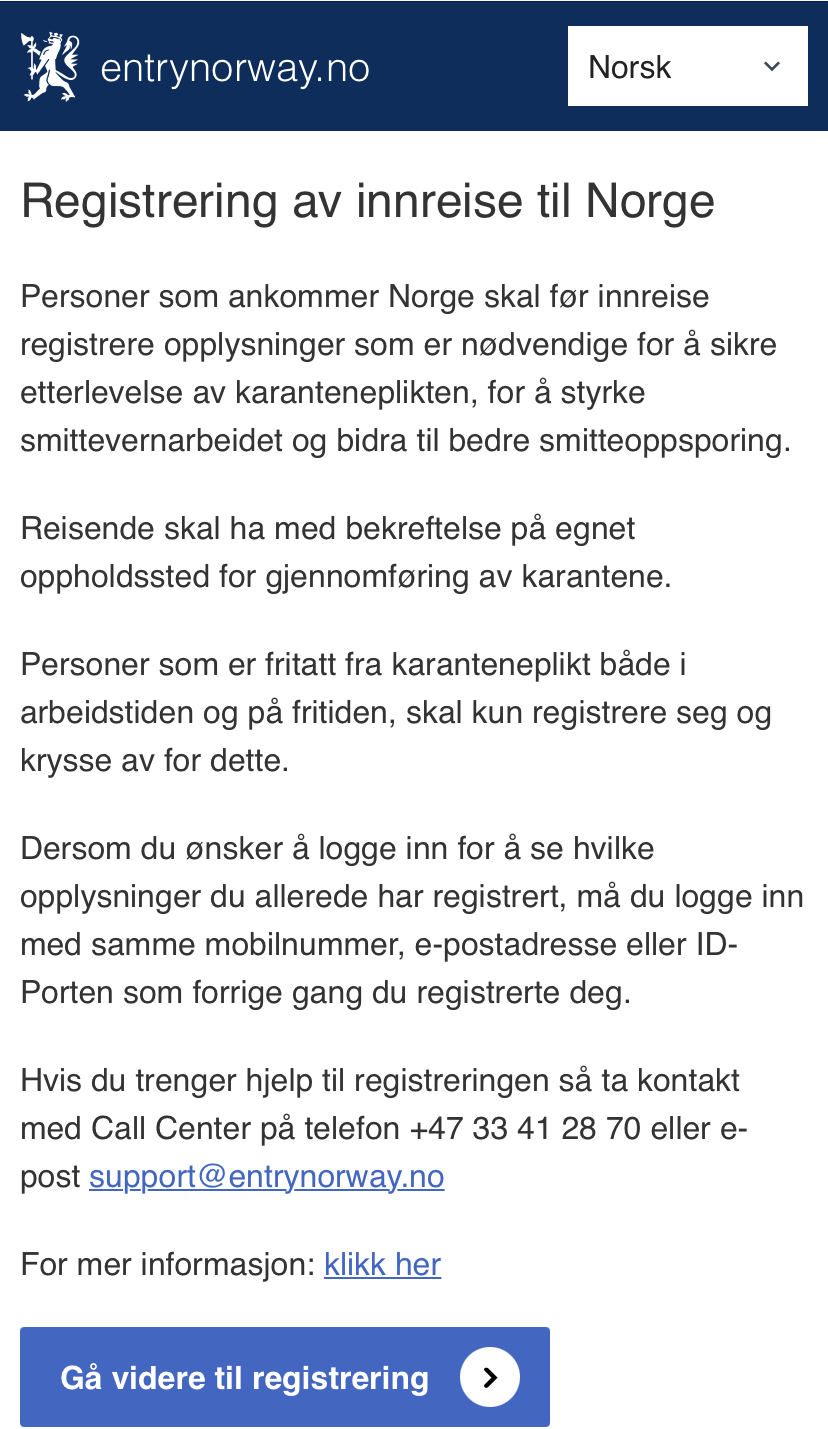
Nätsida för registrering av inresa till Norge

I december 2020 beslutade regeringen att alla som reser till Norge måste anmäla sig i förväg. I januari 2021 lanserades ett digitalt reseregister för registrering av inresor till Norge. Den 2 januari 2021 infördes också ett testmandat för covid-19 för resenärer från länder markerade som röda med en smittspridning över ett gränsvärde. Testet skulle tas snarast möjligt, helst på flygplatsen eller på en gränsstationen, och senast en dag före ankomst. Erna Solberg motiverade kravet på test med att man ville undvika spridning av muterade varianter av viruset, samt att ett ökat resande från länder med högre smittspridning efter julhelgen 2020. Undantag från testskyldighet gällde barn under 12 år, personer i kritiska samhällsfunktioner, gränspendlare, långtradarchaufförer och diplomater. 
Från och med den 25 september 2021 lättades inreserestriktionerna. Inresa tilläts för alla EES-medborgare och personer bosatta i Storbritannien och Schweiz och vissa andra länder, av FHI kallade "lila länder", dvs. länder utanför EES/Schengenområdet som FHI ansåg kunde ha mildare restriktioner.

## Förbud mot sammankomster och viss affärsverksamhet
Den 11 mars 2020 rekommenderade det norska hälsodirektoratet att evenemang med fler än 500 deltagare skulle ställas in eller skjutas upp, och rekommenderade kommunerna att göra en bedömning av smittorisken vid evenemang med fler än 100 deltagare. Från och med den 12 mars 2020 förbjöds alla kulturevenemang, idrottsevenemang och organiserade idrottsaktiviteter, både inomhus och utomhus. Förbudet gällde också alla anläggningar inom besöksnäringen (med undantag för restauranger där mat serveras, såsom matsalar och matställen, som tilläts hålla öppet om besökare höll ett avstånd på minst 1 meter), Övriga restauranger, barer, pubar och nattliv, alla träningsgym, frisörsföretag, hudvårdssalonger, massage och kroppsvårdssalonger, tatueringsställen, alla simbassänger och vattenparker. Från den 7 maj 2020 öppnades för evenemang med upp till 50 deltagare, om ett avstånd på minst en meter mellan deltagarna kunde hållas.
Från 16 mars till 27 april 2020 stängdes fysioterapeuter, manuella terapeuter, kiropraktorer, psykologer, fotterapeuter och logopeder. Förbudet gällde även företag utanför specialistsjukvården där det förekom fysisk kontakt med mindre än två meters mellanrum och med en varaktighet på mer än 15 minuter, såsom optiker och tandhygienister.

## Stängning av skolor och förskolor
Bø kommun i Vesterålen stängde sina fyra skolor den 9 mars 2020. Under de närmaste dagarna beslutade flera kommuner att stänga skolor och förskolor, och 12 mars 2020 meddelade regeringen att alla skolor, förskolor och andra utbildningsinstitutioner i landet skulle vara stängda från 12 mars från 18:00 till 26 mars 2020. Den 24 mars förlängdes stängningen till den 13 april (över påsk). Regeringen förelade institutioner att ha verksamhet för barn vars föräldrar hade jobb i kritiska samhällsfunktioner. Detsamma gällde barn med särskilda omsorgsbehov som inte kunde tillgodoses när förskolor, skolor eller andra daghem stängdes. 
Den 7 april 2020 meddelade regeringen att förskolor kunde öppna igen från och med den 20 april, och grundskolor från första till fjärde klass och fritidsverksamheten kunde öppna igen från och med den 27 april. Den 15 april 2020 lanserade det norska direktoratet för utbildning och yrkesutbildning särskilda råd om smittskydd i förskolor och den 20 april för skolor. Den 25 mars beslutades att inga grundskoleprov skulle hållas 2020 och inga skriftliga prov skulle hållas i gymnasieskolan. Den 21 april 2020 beslutade regeringen att alla muntliga, muntliga-praktiska och praktiska examinationer i gymnasieskolan ställdes in under våren 2020. Den 7 maj 2020 meddelades att elever i årskurs 5-10 och gymnasiet skulle kunna börja skolan måndagen den 11 maj 2020.

## Karantän för personer vid inresa
Människor som kom från Hubei-provinsen i Kina rekommenderades två veckors hemkarantän av hälsodirektoratet i januari 2020.  När COVID-19 spred sig i Europa rekommenderades karantän för personer som kommer från områden med ihållande eller utbredd smittspridning. Detta gällde först norra Italien. Den 7 mars 2020 utvidgades rekommendationen till hela Italien norr om Rom.  Den 8 mars utvidgades området som anses ha ihållande smittspridning till Tyrolen i Österrike. Den 12 mars 2020 införde det norska hälsodirektoratet en förordning som föreskrev en 14-dagars karantän för alla som hade varit utomlands, utom för personer från Sverige och Finland, retroaktivt från den 27 februari 2020, oavsett om de hade symtom eller inte. 17 mars 2020 utökades karantänskravet att även gälla personer som kom från Sverige och Finland. Den 7 maj 2020 förkortades karantänperioden från 14 till 10 dagar. 
Enligt smittskyddslagen kan enskilda kommuner införa åtgärder för att begränsa smittan och minst 124 av landets 356 kommuner införde egna karantänsregler. Frosta kommun införde ett förbud mot att passera kommungränsen.  Många kommuner i Nordnorge satte människor som kom från län söder om Dovre i karantän i 14 dagar. Flera kommuner i Møre och Romsdal hade också egna karantänsregler. Regeringen och Norskt Näringsliv (NHO) kritiserade att kommunerna hade egna regler, eftersom de ansåg att de nationella reglerna var tillräckliga. Den 29 mars 2020 presenterade regeringen, NHO och LO en guide där de rekommenderade att varje kommun inte skulle ha egna karantänsregler.  Men många kommuner vägrade trots detta att ta bort sina egna restriktioner.
Från och med den 15 juni 2020 var det tillåtet att komma in i Norge utan att gå i karantän från områden i Norden som ansågs ha en låg förekomst av smitta. Det gällde hela Danmark och Finland, men bara Gotland i Sverige. Folkehelseinstituttet uppdaterade sedan kartan med smittskyddsråd för utlandsresor var fjortonde dag eller oftare. Från och med den 10 juli 2020 utvidgades bestämmelsen till att omfatta hela EU/EES-området och Schweiz. För att betraktas som en låg infektionsförekomst måste det finnas färre än 20 smittade personer per 100 000 invånare och i genomsnitt mindre än 5% positiva tester under de senaste två veckorna. Sådana länder betraktades som gröna länder, medan länder med mer infektion betraktades som röda länder. Sverige, Danmark och Finland delades in i gröna och röda regioner. Från och med den 15 augusti ändrades färgen från grönt till gult för att indikera att det också fanns en fara med att stanna i dessa länder. Karantänsplikten gällde inte de personer som kunde dokumentera att de haft covid-19 det senaste halvåret. Från den 22 juni till den 31 oktober 2020 fanns det undantag från  bestämmelserna om karantän för utländska arbetstagare från Schengenområdet och EES, och de kunde arbeta under vad som annars skulle ha varit karantänperioden. Efter att många smittade upptäckts bland dessa krävdes karantän även för arbetskraftsinvandrare. 
Den 28 december 2020 förkortades karantänperioden från tio till sju dagar om två negativa tester kunde lämnas in, det första togs inom tre dagar efter ankomst och det andra togs tidigast sju dagar efter ankomsten. Om du inte tog det andra testet förblev karantänperioden tio dagar. Efter återöppning den 27 september 2021 lättades karantänkraven men när Omicron-varianten upptäcktes i Norge den 1 december 2021 återinförde regeringen en 10-dagars karantän för nära kontakter till de som fått bekräftat eller misstänktes vara smittade av Omicron-varianten.

### Karantänhotell
För att begränsa importsmittan införde regeringen den 5 november 2020 ett arrangemang med karantänhotell som trädde i kraft den 9 november 2020. Karantänhotell innebar inga förändringar i vilka som skulle tillämpa inresekarantän. Karantänperioden var då 10 dagar efter inresa. Alla som omfattades av inresekarantän var tvungna att slutföra karantänen på ett karantänhotell (detta gällde även norska medborgare), med tre viktiga undantag:
- De som bodde i eller ägde en bostad i Norge och som bodde i sin bostad eller annan lämplig bostad
- De som kom till Norge för att utföra arbete eller uppdrag, och hade en arbetsgivare eller klient som tillhandahöll en lämplig bostad med ett enkelrum under karantänperioden
- Asylsökande och vidarebosättningsflyktingar hade sina egna system.[81][82]

Från och med den 27 maj 2021 ändrades reglerna så karantänhotell var obligatoriska oavsett syftet med resan för dem som kom från områden med mycket smitta. Den 3 juni 2021 ändrades reglerna med undantag för dem som var fullt vaccinerade. De som har fått den 1:a dosen vaccin efter tre till 15 veckor och också de som har testat positivt för SARS-CoV-2,med mindre än sex månader efter sitt positivt test

## Användning av munskydd
Under pandemin har det varit en utdragen nationell debatt om munskydd, medicinska munskydd eller tygmunskydd, som bland annat USA och Kina hade infört. I Norge var munskydd inte obligatoriskt i hela landet förrän i december 2021. I augusti 2020 rekommenderade hälsomyndigheterna att man skulle ha munskydd vid ökad smitta, egen infektion i hemmet och i situationer där det inte var möjligt att hålla tillräckligt avstånd, till exempel kollektivtrafik under rusningstid i stora städer.
Den 29 oktober 2020 blev munskydd obligatoriskt på offentliga platser i Oslo. Flera andra kommuner införde också munskyddskrav i oktober och november 2020 på offentliga platser där det inte gick att hålla ett avstånd på minst en meter till andra människor. Bland dessa fanns Ullensaker, Lørenskog, Lillestrøm, Bærum, Drammen, Bergen, Alver och Øygarden kommuner.  Trondheims kommun införde ett krav på munskydd i december 2020.
Kravet på ansiktsmasker på flygplan infördes i maj 2020, hävdes den 18 oktober 2021 och återinfördes i december 2021. Den 13 december 2021, efter att omikron-varianten spridits i Norge, införde Jonas Gahr Støres regering ett påbud om användning av ansiktsmasker där det inte går att hålla minst en meters avstånd i butiker, köpcentrum, restauranger, kollektivtrafik, taxibilar och inomhus på stationsområden. Beslutet att använda skydd hävdes den 12 februari 2022 utom vid närkontakt vid förkylningssymptom.

## Mobilappen Smittestopp

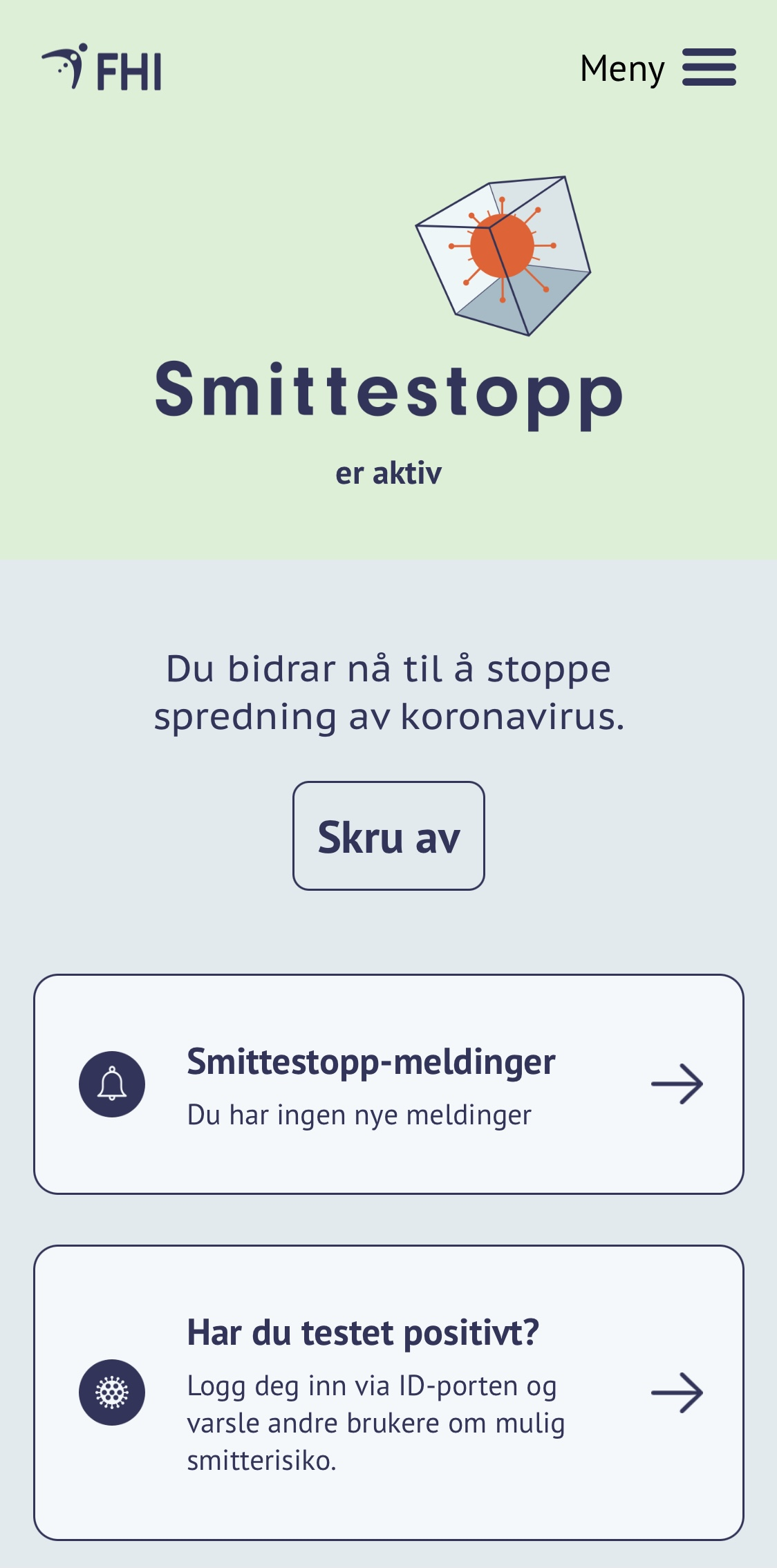
Skärmdump av applikationen Smittestopp

Den 16 april 2020 lanserade FHI mobilappen Smittestopp. Den var tänkt att ge norska folkhälsoinstitutet information om hur grupper rör sig i samhället, dels för att mäta effekten av åtgärderna mot smittspridning. Användarna skulle senare få en varning om de hade varit i närkontakt med coronapatienter. Programvaran utsattes för omfattande kritik, delvis för att källkoden inte var öppen och fritt tillgänglig.
I december 2020 lanserade FHI en förbättrad version av applikationen. Denna version använder teknik som utvecklats av Apple och Google och består av slumpmässiga, anonyma ID-nycklar som delas mellan mobila enheter i samma mobilnätverk. Applikationen lagrar inga platsdata, till skillnad från den första versionen. Baserat på ID-nycklarna kan en användare informeras om de har varit i kontakt med en annan användare, som senare diagnostiseras med coronavirus. I augusti 2022 stängde FHI ner Smittestopp.

## Coronapass
Den 16 april 2021 meddelade regeringen i ett pressmeddelande att utvecklingen av ettcoronaintygförbereds. Certifikatet skapades  digitalt och i ett pappersformat. Det har utvecklats som ett samarbete mellan det norska hälsodirektoratet, det norska folkhälsoinstitutet, det norska direktoratet för e-hälsa och det norska hälsonätverket. Certifikatet testades från maj 2021 och togs i bruk den 11 juni 2021. Förutom vid gränspassager användes certifikatet också för att få tillgång till sportevenemang, konserter och festivaler.
Certifikatet är av samma slag som EU:s gröna certifikat, ett digitalt certifikat som avser att ge säkrare passager över europeiska gränser under pandemin. EU:s lagstiftningsförslag om grönt certifikat, lades fram den 17 mars 2021, innehöll en gemensam teknisk och rättslig ram för utfärdande, kontroll och godtagande av sådana pass i Europa. Enligt en undersökning från Opinion var en majoritet av de tillfrågade, cirka 60 procent positiva till coronapass.

## Motstånd mot åtgärderna
I vissa frikyrkor i Norge har det funnits en ovilja att följa smittskyddsåtgärderna och ett motstånd att vaccinera sig. Dett orsakade flera smittfall och även dödsfall.  Predikanten Rune Edvardsen, som själv varit sjuk i covid-19, uppmanade andra kristna ledare att motarbeta spridningen av konspirationsteorier om vaccinerna i kristna samfund.

## Kritik mot åtgärderna
Regeringen Solberg kritiserades när det avslöjades att regeringen hade missat en tidsfrist inom vilken Norge kunde ha deltagit i ett gemensamt köp av Europeiska unionen (EU). Norge skulle ha kunnat ansluta sig till den gemensamma inköpsförordningen för hälsoutrustning sedan 2014. Det akuta köpet av 1 000 nödrespiratorer, som läkare senare beskrev som oanvändbara för behandling av covid-19-patienter, kritiserades också.
FHI-direktören Camilla Stoltenberg sade i slutet av maj 2020 att beslutsunderlaget för att stänga skolor och förskolor i mitten av mars inte var tillräcklig motiverad. Hon förklarade att FHI inte hade rekommenderat Solbergs regering att stänga skolorna. Enligt Stoltenberg var detta ett korrekt beslut, men underlaget för detta beslut var inte tillräckligt solitt. Statistiken visade att spridningen av viruset minskade redan före nedstängningen av skolor. I oktober 2020 kom rapporter om att råden från de två hälsomyndigheterna FHI och Helsedirektoratet skiljde sig åt när det gäller nödvändiga åtgärder.

## Påverkan på samhälle och näringsliv

### Arbetslöshet
Uppsägningar och permitteringar ledde snabbt till ett mycket högt antal arbetslösa personer. I slutet av mars var över 400 000 utan heltidsarbete, medan drygt 300 000 var registrerade som helt arbetslösa. Ökningen med 235 000 arbetslösa motsvarade omkring tio procent av arbetskraften. Från 12 mars, dagen då de mest omfattande åtgärderna infördes för att begränsa smittspridningen, till och med den 6 april hade totalt 355 700 ansökningar om arbetslöshetsersättning lämnats in till NAV, varav 319 400 gällde arbetslöshetsersättning vid permittering.  NAV:s statistik sedan för oktober 2020 visade en minskning av antalet arbetslösa. Den 20 oktober 2020 fanns det 188 900 helt eller delvis arbetslösa eller arbetssökande och 100 400 var registrerade som helt arbetslösa. Så den inledande snabbt ökande arbetslösheten minskade fort igen.

### Styrränta
Den 12 mars sänkte Norges Bank styrräntan från 1,5 till 1 procent. Samma dag sänkte finansdepartementet kravet på bankernas egna kapital genom att sänka det kapitalbuffertvärdet från 2,5 procent till 1,0 procent.  Den 20 mars sänkte Norges Bank styrräntan till 0,25 procent och den 7 maj till historiska 0 procent. Det var första gången den norska styrräntan sattes på 0 procent.

## Statligt stöd till näringslivet

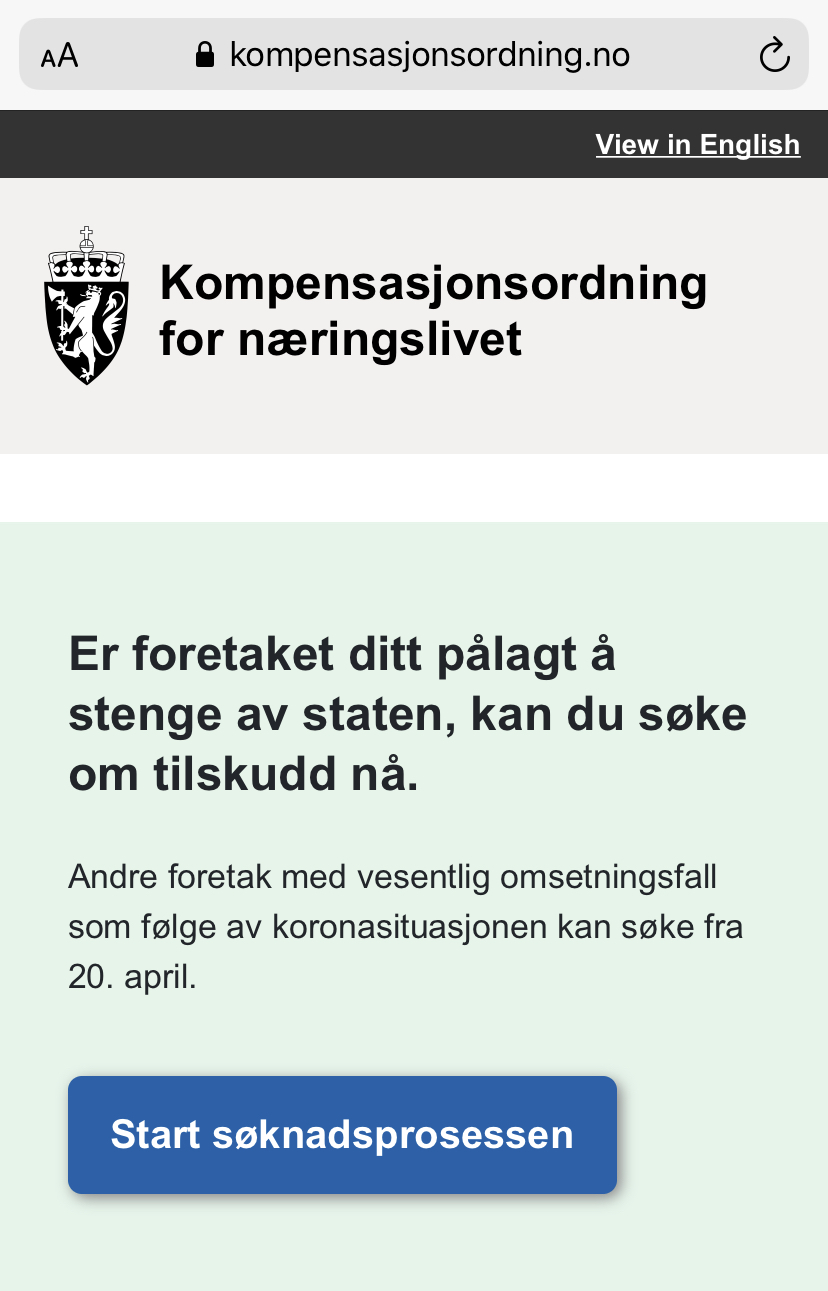
Nätsidan kompensationsordning

Den 16 mars enades alla partier i stortinget om ett krispaket för näringslivet:
- Permitterade arbetare skulle få full lön i 20 dagar. Staten betalade räkningen från dag 3 till 20.
- De som har inkomst upp till 3 grundbelopp får högre ersättning, upp till 80 procent.
- Lärlingar som förlorade sin plats skulle få inkomsttrygghet i nivå med vad de hade som lärlingar.
- De som var tvungna att stanna hemma med barn, och hade nått gränsen för vårdförmåner, skulle få en fördubbling av vårdtiden, för de flesta motsvarar det 20 dagar totalt per förälder.
- Efter 17 dagar skulle egenföretagare få ersättning upp till 80 procent av sin genomsnittliga inkomst under de senaste tre åren upp till 6 grundbelopp.[108]

Regeringen avsatte dessutom 100 miljarder norska kronor i låne- och garantisystem så att bankerna kunde finansiera företag som fick problem.
Samtidigt begärde stortinget att landets två privata flygplatser tillfälligt skulle kompenseras för förlusten av flygavgifter, samt att statliga lånegarantier skulle införas för alla drabbade industrier. Regeringen ombads också att upprätta statliga lånegarantier för alla drabbade industrier.
Den 19 mars enades stortingets ständiga utskott för finans och ekonomi om den andra delen av krispaketet för näringslivet. Bland annat sänktes arbetsgivaravgifterna med fyra procentenheter under två månader, vilket motsvarar 10 miljarder norska kronor.
Den 27 mars presenterade regeringen ett nytt krispaket, Paket 3, denna gång med direkt stöd till näringslivet. Stödet är ett tillfälligt stödsystem för företag med en betydande minskning av omsättningen. Finansminister Jan Tore Sanner uppskattade kostnaden till 10–20 miljarder norska kronor i månaden. Krispaketet hade utarbetats i samarbete med Näringslivets hovedorganisation NHO, Virke, Finans Norge och norska LO och detaljerna antogs av stortinget den 31 mars 2020.
Siffror som presenterades i juni 2021 visade att cirka 75% av företaget som fick bidrag 2020 gjorde en vinst som var större än kontantförmånen. Det innebär att företagen hade kunnat betala tillbaka hela subventionen utan att gå med underskott. Till exempel fick Lindex AS 10,6 miljoner norska kronor i stöd och gjorde en vinst på 20 miljoner norska kronor. Voss Active (som bland annat ägnar sig åt forsränning) fick 1,4 miljoner norska kronor i stöd och gick med 2,1 miljoner norska kronor i vinst. Simen Marcussen vid Frisch Centre uppgav att kompensationssystemet gjorde det lönsamt att säga upp anställda. Professor Kalle Moene menade att systemen lade för stor vikt vid att spara pengar för bolagsägarna och för lite fokus på krav att hålla igång bolagen, och han anser att kontantförmånen var för lite villkorlig och kunde ha getts som lån i stället för direkta bidrag.
Siffror som presenterades i augusti 2021 visade att cirka 12 miljarder norska kronor har fördelats genom ersättningssystemet för företag. Mer än hälften av de företag som fick ekonomiskt stöd förbättrade sina årliga resultat från 2019 till 2020 och 71% gjorde vinst. Totalt  betalatde 384 företag frivilligt tillbaka totalt 57 miljoner norska kronor som de fått i stöd.
Dagens Næringsliv rapporterade i september 2022 att bland de bolag som fick stöd delade 18% ut utdelning till ägarna under 2019 (året före pandemin), 2020 var andelen 19% och 2021 delade 24% av de stödda bolagen ut utdelning. Enligt forskaren Ole-Andreas Ervik Næss på Norges Handelshøyshole fungerade stöden till stor del som en överföring till företagarna. Till exempel fick King Food, som driver Burger King, stöd från staten 2020 på grund av nedstängning, samma år betalade King Food ut 175 miljoner norska kronor i utdelning till ägaren BK Scandinavia, som i sin tur ägs av familjeföretaget Ring Holding i Wien. Bolaget Kappahl i Norge gjorde en vinst på 85 respektive 93 miljoner norska kronor 2020 och 2021 och delade ut 125 miljoner norska kronor i utdelning 2021, jämfört med 49 miljoner norska kronor 2019. Bolaget fick 7 miljoner norska kronor i stöd från norska staten under pandemin och 35 miljoner norska kronor från svenska staten. Dagens Næringsliv undersökte 900 utlandsägda mottagare av ersättning och dessa betalade totalt 3,3 miljarder norska kronor i utdelning till ägaren/moderbolaget 2020 och 4,4 miljarder norska kronor 2021.

## Påverkan på kultur- och idrottsliv
Den 7 april beslutade regeringen att fram till den 15 juni2020 kommer alla sport- och kulturevenemang att ställas in. Den 25 april meddelade regeringen att evenemang för över 500 personer kommer att förbjudas fram till den 1 september. Från och med den 15 juni tilläts evenemang eller matcharrangemang  på upp till 200 personer vid matcher, cuper eller tävlingar för vuxna.
Tons of Rock-festivalen som¨skulle  hållas 2020 fick ställas in på grund av pandemin. Festivalen fick 37 miljoner norska kronor i ersättning från Kulturrådet Norge, som delade ut totalt 120 miljoner norska kronor till inställda festivaler. Eftersom festivalen hade små kostnader 2020 blev vinsten 33,8 miljoner norska kronor, jämfört med 3,3 miljoner norska kronor 2019. Ägare till festivalen är det svenska bolaget Live Nation Nordic.

### Idotter
- På uppdrag av Oslo stad hölls backhoppningstävlingarna tillsammans tre mil och fem mil på Holmenkollen den 6–8 mars utan att publik fick vara närvarande i Holmenkollen.
- Junior-VM i alpin skidsport 2020 i Narvik ställdes in efter sex av elva tävlingar. Det beslutade av kommunläkaren i Narvik den 11 mars.[119]
- Norska mästerskapet i ishockey 2020 ställdes in av norska ishockeyförbundet den 11 mars.[120]
- Birkebeinerrennet 2020, Inga-låmi och de andra skidloppen i Birkenfestivalen ställdes in av arrangören den 10 mars.

Det norska hälsodirektoratet införde ett förbud mot all organiserad idrottsverksamhet och alla sportevenemang från och med den 12 mars kl. 18:
- Backhoppningstävlingarna i Raw Air 2020, som dittills hade hållits utan publik, avbröts den 12 mars.[121]
- Finnmarksloppet i klassen över 1200 km avbröts den 12 mars då hundspannen anlände till Levajok, 200 km före målgång. Ingen norsk mästare i långdistanshundspann utsågs.[122]
- Alla skidtävlingar för resten av säsongen ställdes in, inklusive de norska skidmästerskapen 2020, backhoppningstävlingarna samt de norska alpina mästerskapen, som skulle ha hållits den 23–29 mars.
- EM-kvalet (playoff) mellan Norge och Serbien som skulle ha spelats på Ullevål den 26 mars sköts upp.[123]
- Starten på fotbollssäsongen 2020 sköts upp.
- Holmenkollstafetten, som skulle ha hållits den 9 maj, ställdes in.[124]
- Den nationella skyttekonferensen 2020, som skulle ha hållits i Elverum 7–14 augusti, ställdes in.[125]
- Tinestafetten för cirka 110 000 barn i cirka 300 skolor, som skulle ha hållits den 12 maj, ställdes in.[126]
- Styrketestet 2020, som skulle ha körts från Trondheim till Oslo den 19–21 juni, ställdes in.
- Det norska mästerskapet i fotboll för herrar 2020 ställdes in.

#### Kultur
- Samlingen 2020 i Vikingskipet ställdes in.[127]
- Norwegian Military Tattoo 2020 sköts upp.[128]
- Rygge Air Show 2020 ställdes in.[129]
- I och med förbudet mot evenemang för över 500 personer fick festivaler och spelningar ställas in. Det gäller till exempel Tons of Rock, Øyafestivalen och Stavernfestivalen.

## Vaccination
Pfizer–BioNTechs covid-19 vaccin var det första covid-19-vaccinet som godkändes av EU-kommissionen den 21 december 2020. Norges första vaccinleverans anlände till Ullevåls sjukhus för förvaring den 26 december 2020, och de första vaccinerna distribuerades till de sju kommunerna Ringsaker, Hamar, Stange, Sarpsborg, Fredrikstad, Hvaler och Oslo.  I Norge fick 67-årige Svein Andersen på Ellingsrudhjemmet i Oslo den första vaccindosen den 27 december 2020.
Den 17 april 2021 har 870 524 personer i Norge fått den första dosen av covid-19-vaccinet och därav är 296 458 fullvaccinerade med två doser. De först vaccinerade är främst äldre personer, vårdpersonal och yngre personer i riskzonen. Alla allvarliga biverkningsfall med potentiella kopplingar till vaccinet som har rapporterats den 14 januari 2021 har inträffat bland sköra äldre personer med allvarliga sjukdomar. Att de orsakats av vaccinet har inte kunnat visas. 
Den 3 januari 2022 hade 79,5% av befolkningen vaccinerats med den första dosen, 72,7% med den andra dosen och 28,8% med den tredje dosen, även kallad den första boosterdosen. 
Den 21 juni 2022 hade 75,1 procenta av befolkningen blivit fullvaccinerade och 55,9 procent hade fått tredje dosen av vaccinet.
Från och med januari 2022 erbjuder Norge både Pfizer-BioNTech och Modernas-Covid 19.vaccinet för befolkningen över 18 år. Det är möjligt för befolkningen att välja det vaccin de vill ha, och det är också möjligt att ta olika vacciner för de olika doserna. Ungdomar under 18 år får dock endast Pfizer-BioNTech-vaccinet. Barnen under 15 år behöver föräldrarnas godkännande för att vaccineras, och de får bara 1 dos av Pfizer-BioTech-vaccinet. Om de har någon allvarlig sjukdom som ökar deras risk för allvarlig sjukdom kan de få 2 doser. Endast barn  som har någon allvarlig sjukdom mellan 5 och 11 år, kommer att erbjudas vaccinet.  Män mellan 18 och 30 år rekommenderas också att välja att ta Pfizer-BioNTech på grund av den högre risken att få myokardit och perikardit med Moderna-vaccinet. 
I genomsnitt dör varje vecka 300 till 400 personer på äldreboenden i Norge, och det norska läkemedelsverket räknar med att dödsfall kan inträffa i nära anslutning till vaccinationstillfället, och därför görs noggranna analyser för att om så är fallet hitta en koppling till vaccinet. Vaccinbiverkningar kan ha förvärrat redan existerande tillstånd hos vissa patienter, men inga statistiska analyser visat på en ökning av dödligheten hos nyligen vaccinerade personer.  I maj 2021 granskade en expertpanel på uppdrag av den norska läkemedelsmyndigheten orsaken till de första 100 rapporterade dödsfallen hos vårdhemsboende som hade fått Pfizer-BioNTech-vaccinet. Deras slutsats var att ett orsakssamband mellan Pfizer-BioNTech-vaccinet och dödsfallen ansågs vara sannolikt i 10 av de 100 fallen, möjligt i 26 fall, och osannolikt i 59 fall. De återstående fem bedömdes som oklassificerade.
Norge övervakar också noga biverkningarna, där både rapporter från vårdpersonal och allmänheten registreras i en gemensam databas. 

## Virusmutationer
I september 2020 upptäckte brittiska forskare en muterad variant av viruset Sars-cov-2 alfa. Viruset ansågs vara upp till 70% mer smittsamt än det ursprungliga viruset, men det var inte förrän i december som viruset började spridas på allvar i sydvästra England. Den 27 december 2020 upptäcktes två fall av det nya viruset i Norge i  Oslo och Kinn kommun. Båda individerna hade kommit till Norge från England i december. Enligt Pfizer och Biontech skyddar deras vaccin också mot det muterade viruset. 
Efter att alfavarianten hade upptäckts i Nordre Follokommun infördes restriktioner den 23 januari 2021 i denna kommun och i nio grannkommuner. Alla evenemang utom begravningar förbjöds, och alla butiker utom livsmedelsbutiker, apotek och bensinstationer stängdes. Dagen efter infördes också restriktioner i ytterligare 15 angränsande kommuner. Restriktionerna i dessa 15 kommuner var något mindre stränga än i de tio kommunerna. 
Sars-cov-2 omikron som först identifierades i Sydafrika i november, upptäcktes i Norge 1 december 2021. Denna variant av infektionen  spreds mycket ätt och snabbt. Mutationer i spikeproteinerna gjorde att viruset smittade lättare till vaccinerade personer. Den 13 december sa norska folkhälsoinstitutet att denna variant skulle bli den dominerande varianten och från 15 december 2021 införde regeringen åter nationella åtgärder för att begränsa smittan. 

## Statistik
Skillnaderna i siffrorna mot den i texten redovisade statistiken beror av att dagsvärdena skiljer sig från veckovärdena som redovisas i texten.

Bekräftat smittade i Norge efter data av WHO. Överst sammanlagt underst dagsvården

Bekräftade dödsfall i Norgeefter data från WHO. Överst sammanlagt, underst dagsvärden.